# Квадрати шахового міста
«Квадрати шахового міста» (англ. The Squares of the City) — науково-фантастичний роман британського письменника Джона Браннера із елементами психологічної та соціально-философської фантастики. Уперше роман вийшов в американському видавництві «Ballantine Books» 1965 року. 1966 року роман номіновано на Премія Г'юго за найкращий фантастичний роман. У романі описано, як за допомогою сучасних засобів комунікації (переважно телебачення) керівники вигаданої латиноамериканської країни Аґуасуль створюють підсвідоме навіювання її громадянам почуття лояльності до уряду, а за допомогою любові до шахів створюється нова ідеологія та новітнє релігійне поклоніння. Разом із суперсучасними кварталами столиці країни, у яких живуть багаті громадяни країни та іноземці, різко контрастуюють її околиці та навіть деякі центральні райони, забудовані халупами із підручного матеріалу, в яких живуть бідні індіанці та метиси, які вимушені переселитись до великого міста у зв'язку із відсутністю засобів до існування у їх рідній місцевості. Політична боротьба у країні між двома основними противниками — президентом країни Вадосом та міністром внутрішніх справ Діасом — проходить за правилами шахової партії, яка у реальному житті була розіграна у 1892 році між Вільгельмом Стейніцем та Михайлом Чигоріним, і всі персонажі книги, у тому числі її головний герой, австралійський спеціаліст із регулювання транспортних потоків Бойд Хаклюйт, не знаючи цього, повторюють ходи фігур у цій шаховій партії. У кінцівці роману, щоправда, головний герой уникає замаху на своє життя, розгадує замисел політиків, що повністю руйнує їх план тотального контролю за країною.

## Сюжет роману
Роман розпочинається із прибуття до новозбудованої столиці латиноамериканської країни Аґуасуль — Сьюдад-Вадоса — австралійського спеціаліста із регулювання транспортних потоків Бойда Хаклюйта, який прибув по запрошенню президента країни Вадоса для вирішення проблем із регулюванням руху транспоту в новозбудованій столиці, у якій він одночасно є і мером міста. Уже по дорозі від аеропорту до готелю австралієць звертає увагу на різкий контраст між збудованими за найсучаснішими архітектурними проєктами та околицями міста, забудованими халупами із підручного матеріалу. Після ознайомлення із місцем своєї роботи та особами, із якими новоприбулий спеціаліст має співпрацювати на своїй роботі, Хаклюйт починає розуміти, що його найняли не просто для вирішення транспортних проблем міста, а для задоволення політичних та економічних інтересів привілегійованих громадян міста, більшість з яких є іноземцями, запрошеними президентом країни для будівництва та обслуговування новозбудованої столиці, та які отримали поза чергою громадянські права, а вирішення транспортних проблем за методикою головного героя роману неминуче призведе до позбавлення житла найбідніших жителів міста, а частини з них і засобів до існування, що тільки загострить соціальні проблеми як у місті, так і в цілому в країні. Поступово австралійський спеціаліст усе більше втягується у політичне протистояння в країні між громадянською партією прихильників президента та народною партією, яка є опозиційною до влади. Головний герой роману стикається із підсвідомим навіюванням населенню міста громадської думки, вигідної для влади, за допомогою технологій мас-медіа, розроблених міністром інформації Аґуасуля та відомим політологом Алехандро Майором, а також підтримкою загального захоплення шахами для відволікання населення від соціальних проблем. Для підтримки влади активно залучається також католицька церква, авторитет якої в країні для більшості громадян є беззаперечним, і яка у всьому підтримує владу. Поступово ситуація в місті напружується, однією із причин чого стає рішення влади міста про знесення нетрів, забудованих халупами, навколо міста та й у самому центрі міста, причиною якого названі створення їх існуванням перешкод для руху транспорту та погіршення гігієнічних умов у місті, розробка якого належить саме Хаклюйту. У місті розпочинаються справжнісінькі сутички між прихильниками обох партій, кульмінацією яких стає підпал вежі телецентру, під час якого гине міністр інформації Алехандро Майор, а після цього припиняється ідеологічна обробка населення за допомогою телебачення. Поступово у головного героя з'являється думка, що перебіг подій у місті нагадує шахову партію, у якій на боці білих грають переважно представники правлячих кіл країни та іноземці, що мають переважно білий колір шкіри, а на боці чорних — місцеві жителі, які мають переважно смаглявий відтінок шкіри. Ця думка посилюється після відвідин Хаклюйтом турніру за участю найкращих шахістів країни за присутності президента країни та членів уряду. Після відвідин шахового змагання австралієць дивом пережив власне викрадення та замах на життя. Оскільки до цього він отримав запрошення на вечерю до президента країни, головний герой того ж вечора прибуває до резиденції президента, де в присутності міністра внутрішніх справ висловлює свою незгоду з діями президента, які роблять схожими людей на пішаків на шаховій дошці. Після цих слів австралійця міністр внутрішніх справ знепритомнів, а президент країни, ще не знаючи того, що цей вислів Хаклюйта є лише його здогадом, розповідає, що дійсно за допомогою загиблого кілька днів тому міністра інформації Алехандро Майора для уникнення ймовірної громадянської війни в країні він та міністр внутрішніх справ Естебан Діас дійсно розігрують шахову партію між собою, де вони самі є відповідно білим та чорним королями, а всі інші фігури є також відомими особами у місті, причому їх вибір до початку партії був предметом особливої домовленості обох гравців. Зі слів президента, дії будь-якої людини могли бути прорахованими за допомогою психологічних і соціологічних технологій, розробленими покійним Александро Майором, і перед їх призначенням проходило ретельне вивчення їх психологічних особливостей. Сам же головний герой книги на шахівниці виконував роль білого коня королівського флангу. Взяття фігури у цій шаховій партії могло означати в реальному житті як смерть, так і неможливість самостійно впливати на подальший перебіг подій (відставка з посади судді, тюремне ув'язнення, психічне захворювання). Після розкриття секрету президент країни особисто дає розпорядження виплатити австралійському спеціалісту належний йому гонорар за роботу, та надає йому для можливості покинути країну військовий літак. Ще за присутності Хаклюйта у президентському палаці з'являються повідомлення про початок народного повстання у столиці, а вже у повітрі він спостерігає за панорамою міста, у якому вже розпочались вуличні бої, із видом двом натовпів, один із яких іде на штурм нетрів на околиці міста, а інша рухається на штурм президентського палацу. Головний герой, щоправда, вже у повітрі вирішує розвернути літак, щоб передати дані про своє відкриття одній із представниць опозиції до президента, а завершується книга описом початку розмови австралійця із цією жінкою.

## Переклади
Українською мовою роман «Квадрати шахового міста» не перекладався. Російською мовою твір уперше вийшов 1984 року у видавництві «Мир» у серії «Зарубіжна фантастика». Французькою мовою роман уперше вийшов 1973 року у видавництві «Кальман-Леві». Італійською мовою роман уперше вийшов у видавництві «Уранія» 1969 року. Нідерландською мовою роман уперше вийшов 1976 року у видавництві «Борн».